# 高雄港區土地開發公司
高雄港區土地開發股份有限公司由臺灣港務公司與高雄市政府合資成立，主要業務為高雄港舊港區土地及相關設施之開發。為中華民國交通部所屬國營事業。

## 沿革
2017年3月29日，臺灣港務公司與高雄市政府合資成立「高雄港區土地開發股份有限公司」，資本額新臺幣一億元（臺灣港務公司51%、高雄市政府49%），總部設於駁二藝術特區的共創基地，董事長由臺灣港務公司派任，總經理由高雄市政府派任。
2018年2月13日，高雄港區土地開發公司規劃經營之棧貳庫試營運。
2018年3月31日，棧貳庫正式營運。
2018年12月15日，高雄港區土地開發公司正式解除高雄港蓬萊商港區部分管制，以歷史休閒門戶為定位定名「高港棧庫群」，期望串連駁二藝術特區、高雄港車站舊址及哈瑪星街區成為世界最大活化棧庫群。
2019年8月26日，高雄港區土地開發公司董事長由原總經理沈妙姿升任，總經理由前高雄市副市長洪東煒接任。
2021年4月19日，高雄市政府派任總經理吳文彥上任。
2021年4月21日，由臺灣港務公司與高雄市政府共同委託高雄港區土地開發公司辦理「大港橋複合商場」四棟倉庫開發，由臺灣港務公司協助倉庫及生活管線修繕與建置，土開公司負責倉庫內裝工程，預計2022年初啟用。